# 村田知栄子
村田 知栄子（むらた ちえこ、1915年2月28日 - 1995年11月）は、日本の女優である。本名は村田 美代子（むらた みよこ）。兵庫県神戸市出身。元夫は俳優の見明凡太朗。姉の嘉寿代は「村田扶実子」の芸名で、芸術座や大映で活躍した女優。
旧芸名→村田智栄子→村田千栄子→村田千英子→村田知栄子→村田知英子。特技は三味線。

## 来歴・人物
兵庫県御影師範学校附属小学校（現：神戸大学附属住吉小学校）、および松蔭高等女学校（現：松蔭中学校・高等学校）卒業。
1933年に日活太秦に入社。伊奈精一監督の現代劇映画『大東京曇後晴れ』にデビューする。明朗な娘役として売り出し、『夢に見る母』、『嫁ぐ日』などの作品に主演。1936年日活多摩川撮影所に移り、『人生劇場』で小杉勇と共演し、『恋は雨に濡れて』では岡譲二、時代劇『裸の町』では島耕二の相手役を務めた。その後も日活・大映の作品に多数出演する。
戦後は松竹・大映の脇役として、幅広いジャンルの作品で活躍。1965年フリーになってからはテレビドラマにも進出し、晩年は老婆役などを演じた。
1982年には「徹子の部屋」に出演した。

## 出演作品

### 映画
- 大東京雲後晴れ（1933年）
- 子供バンザイ（1934年）
- 心の太陽 前後篇（1934年）
- 剛ちゃんの人生日記（1934年）
- 嫁ぐ日（1934年）
- 夢に見る母（1934年）
- 三つの真珠（1935年）
- なみだの母（1935年）
- 新女性大学（1935年）
- ためらふ勿れ若人よ（1935年）
- 十二番の聖歌（1935年）
- 人生天気予報（1935年）
- 緑の地平線 前篇（1935年）
- 緑の地平線 後篇（1935年）
- 人生劇場（1936年）
- 恋は雨に濡れて（1936年）
- 非常線（1936年）
- 隣の奥さん（1936年）
- 気まぐれ夫婦（1936年）
- 細君三日天下（1936年）
- 小市丹兵衛 追いつ追はれつの巻（1937年）
- 悦ちゃん（1937年）
- 裸の町（1937年）
- 悦ちゃんの涙（1937年）
- 公園裏の兄妹（1937年）
- 悦ちゃんの千人針（1937年）
- 大金剛の譜（1938年）
- 鴛鴦道中（1938年）
- 敵前渡河噫!友田伍長（1938年）
- 忠臣蔵 地の巻（1938年）
- 忠臣蔵 天の巻（1938年）
- 姉ごころ（1938年）
- 人生劇場 残侠篇（1938年）
- アパート交響曲（1938年）
- 杉狂の催眠術（1938年）
- 奥様御出勤（1938年）
- 青春の流れ（1938年）
- 祖国の花嫁（1938年）
- 露営の灯（1939年）
- 土（1939年）
- 純情の眸（1939年）
- 女性の力（1939年）
- 光われ等と共に（1939年）
- 婦人従軍歌（1939年）
- 汐風の乙女（1939年）
- 風と共に（1939年）
- 父に祈る（1940年）
- 三女性（1940年）
- 米若の妻（1940年）
- 結婚記（1940年）
- 百万円の人生（1941年）
- 愛の一家（1941年）
- 母なき家の母（1941年）
- 次郎物語（1941年）
- 山参道（1942年）
- あなたは狙はれてゐる（1942年）
- 怒りの海（1944年）
- 姿なき敵（1945年）
- 最後の帰郷（1945年）
- 別れも愉し（1945年）
- 君かと思ひて（1946年）
- 絢爛たる復讐（1946年）
- 仮面の街（1947年）
- 象を喰った連中（1947年）
- 深夜の市長（1947年）
- 第二の抱擁（1947年）
- 消えた死体（1947年）
- 長崎物語（1947年）
- 安城家の舞踏会（1947年）
- 花ひらく（1948年）
- 受胎（1948年）
- 風の中の牝鶏（1948年）
- 恋愛教室（1950年）
- 東京の門（1950年）
- 左近捕物帖 鮮血の手型（1950年）
- 偽れる盛装（1951年）
- 泥にまみれて（1951年）
- 虎の牙（1951年）
- 離婚結婚（1951年）
- 母待草（1951年）
- 哀愁の夜（1951年）
- 慶安秘帖（1952年）
- 母の山脈（1952年）
- 丹下左膳（1952年）
- 稲妻（1952年）
- 現代処女（1953年）
- 愛情について（1953年）
- 胡椒息子（1953年）
- 黒豹（1953年）
- 花の三度笠（1954年）
- お菊と播磨（1954年）
- 母時鳥（1954年）
- 銭形平次捕物控 幽霊大名（1954年）
- 馬賊芸者（1954年）
- 怪猫逢魔ケ辻（1954年）
- 楊貴妃（1955年）
- 娘の縁談（1955年）
- あさ潮ゆう潮（1956年）
- 惚れるな弥ン八（1956年）
- 君を愛す（1956年）
- 永すぎた春（1957年）
- 下町（1957年）
- 暖流（1957年）
- 母（1958年）
- 赤胴鈴之助 三つ目の鳥人（1958年）
- 怪猫呪いの壁（1958年）
- 細雪（1959年）
- 母のおもかげ（1959年）
- 情炎（1959年）
- 私の選んだ人（1959年）
- 四谷怪談（1959年）
- 美貌に罪あり（1959年）
- 嫌い嫌い嫌い（1960年）
- 怪談累が淵（1960年）
- 切られ与三郎（1960年）
- 黒い樹海（1960年）
- 女は夜化粧する（1961年）
- 東京おにぎり娘（1961年）
- 女の勲章（1961年）
- 女は二度生れる（1961年）
- うるさい妹たち（1961年）
- 夢でありたい（1962年）
- 江梨子（1962年）
- やっちゃ場の女（1962年）
- 鯨神（1962年）
- 瘋癲老人日記（1962年）
- 宮本武蔵 般若坂の決斗（1962年）
- 幸せなら手をたたこう（1964年）
- 黒い雪（1965年）
- 素敵な今晩わ（1965年）
- 恋と涙の太陽（1966年）
- 悪魔が来りて笛を吹く（1979年）
- 玄海つれづれ節（1986年1月15日）

### テレビドラマ
- 松本清張シリーズ 「怖妻の棺」（1965年、KTV）
- 三匹の侍 第4シリーズ 第7話「刺客」（1966年、CX） - 萩の方
- 眠狂四郎 第2話「犬死」（1967年、CX）
- 大奥 第20話「血を呼ぶ小太鼓」・第21話「呪われた肌」（1968年、KTV）
- 細うで繁盛記（1970年、YTV）
- プレイガール （12ch）
  - プレイガール
    - 第97話「おんな一匹大勝負」（1970年）- 中塚豊子
    - 第195話「聖しこの夜の暗殺者」（1972年） - 辻夏子

  - プレイガールQ (1975年)
    - 第32話「女は裸で虚々実々」 - 石渡とら
    - 第52話「可愛い裸を狙い撃ち!!」 - 細井
- ワン・ツウ アタック! 第4話「青春はまっしぐら! 」（1971年、12CH） - 桑原ちゅう
- 特別機動捜査隊　（NET）
  - 第422話「上流階級」（1969年） - 律子
  - 第471話「東京の見える町」（1970年） - 夢路
  - 第472話「南紀州を張り込め」（1970年） - 民子
  - 第475話「限りなき逃亡」（1970年） - 秀子
  - 第509話「呪いの館」（1971年） - とめ
  - 第527話「焼死体と五人の女」（1971年） - 敏子
  - 第557話「芸者雪子の場合」（1972年） - 鈴恵
  - 第562話「真夏の逃亡者」（1972年） - のぶ子
  - 第604話「金と毒薬と老嬢」（1973年） - イヴォンヌ
  - 第610話「恐るべき幽霊」（1973年） -お紺
  - 第614話「死刑囚のプレゼント」（1973年） - 康子
  - 第619話「南国慕情」（1973年） - 有紀子
  - 第641話「裸の街 東京」（1974年） - 小田切はつ枝
  - 第664話「女の罠」（1974年） - ユリ
  - 第674話「女はぐれ鳥」（1974年） - なみ
  - 第704話「人妻の虚像」（1975年） - ヤス
  - 第716話「紬を着た女」（1975年） - 寿江
  - 第718話「呪われた人々」（1975年） - 堀池梅子
  - 第775話「浅草喜劇役者」（1976年） - 花子
  - 第787話「ある誘惑の秘密」（1976年） - 相馬蝶子
  - 第791話「女を泣かすな」（1977年） - 二宮郁代
- 走れ!ケー100 第38話「機関車は親孝行」（1973年、TBS）
- 非情のライセンス 第2シリーズ 第42話「兇悪の時効」（1975年、NET） - 緑川俊恵
- 花ぼうろ（1976年、YTV）
- 夜明けの刑事 第58話「女ひとり夜の恐怖! 」（1976年、TBS）
- 嫁だいこん（1976年、CX）
- 三日月情話（1976年、THK）
- 桃太郎侍 （NTV）
  - 第4話「甘くて苦い恋弁当」（1976年） - お繁
  - 第255話「お化け長屋の御隠居さん」（1981年）
- 江戸を斬るIII 第4話「強請に使った贋金」（1977年、TBS） - お熊
- 新・必殺仕置人 第12話「親切無用」（1977年、ABC） - お米
- 特捜最前線 （ANB）
  - 第20話「刑事を愛した女!」（1977年）
  - 第47話「射殺魔・二十歳のメモリー!」（1978年） - 安井かつ
  - 第95話「強奪・花のスーパー・ヤング!」（1979年）
  - 第205話「雪国から来た逃亡者!」（1981年）
- 俺たちの朝 第42話「芸術の秋とチャンスとどうしてこうなるの？」（1977年9月25日、NTV） - 洋品店の得意客
- 祭ばやしが聞こえる（1977年、NTV）
- 続あかんたれ（1978年、THK）
- 土曜ワイド劇場 （ANB）
  - 大東京四谷怪談（1978年）
  - 三毛猫ホームズの怪談（1981年）
- 風鈴捕物帳 第8話「さらば借金地獄」（1978年、ANB）
- 大岡越前 第5部 第8話「手鎖り御用旅」（1978年3月27日、TBS / C.A.L） - お徳
- 江戸を斬るIV 第9話「白洲で泣いた鬼婆」（1979年、TBS） - おてつ
- 時よ炎のごとく!（1980年、CX）
- 幻之介世直し帖 第23話「暗殺狩り」（1982年、NTV）
- おたき（1981年、CBC） - おぶん
- 水戸黄門 （TBS）
  - 第14部 第10話「初春格さん仇討ち相撲-青森-」（1984年） - 碇屋おげん
  - 第20部 第9話「黄門様の商ん人修行-大坂-」（1991年） - 昆布屋お蝶
- 恋はミステリー劇場 / 不倫 娘の許婚者を愛した母!なぜ?（1985年、TBS）
- 木曜ゴールデンドラマ （YTV）
  - 嫁・姑・大姑3（1989年）
  - 嫁の再婚・しあわせみつけた（1990年）
  - 嫁・姑・中姑（1991年）
- 鳥人戦隊ジェットマン 第7話「竜の結婚!?」（1991年、ANB） - 竜のおばあちゃん

### ラジオドラマ
- FMシアター 「なみだ蟹のムーンライト・チアーズ」（1992年、NHK-FM）